# Yani Gellman

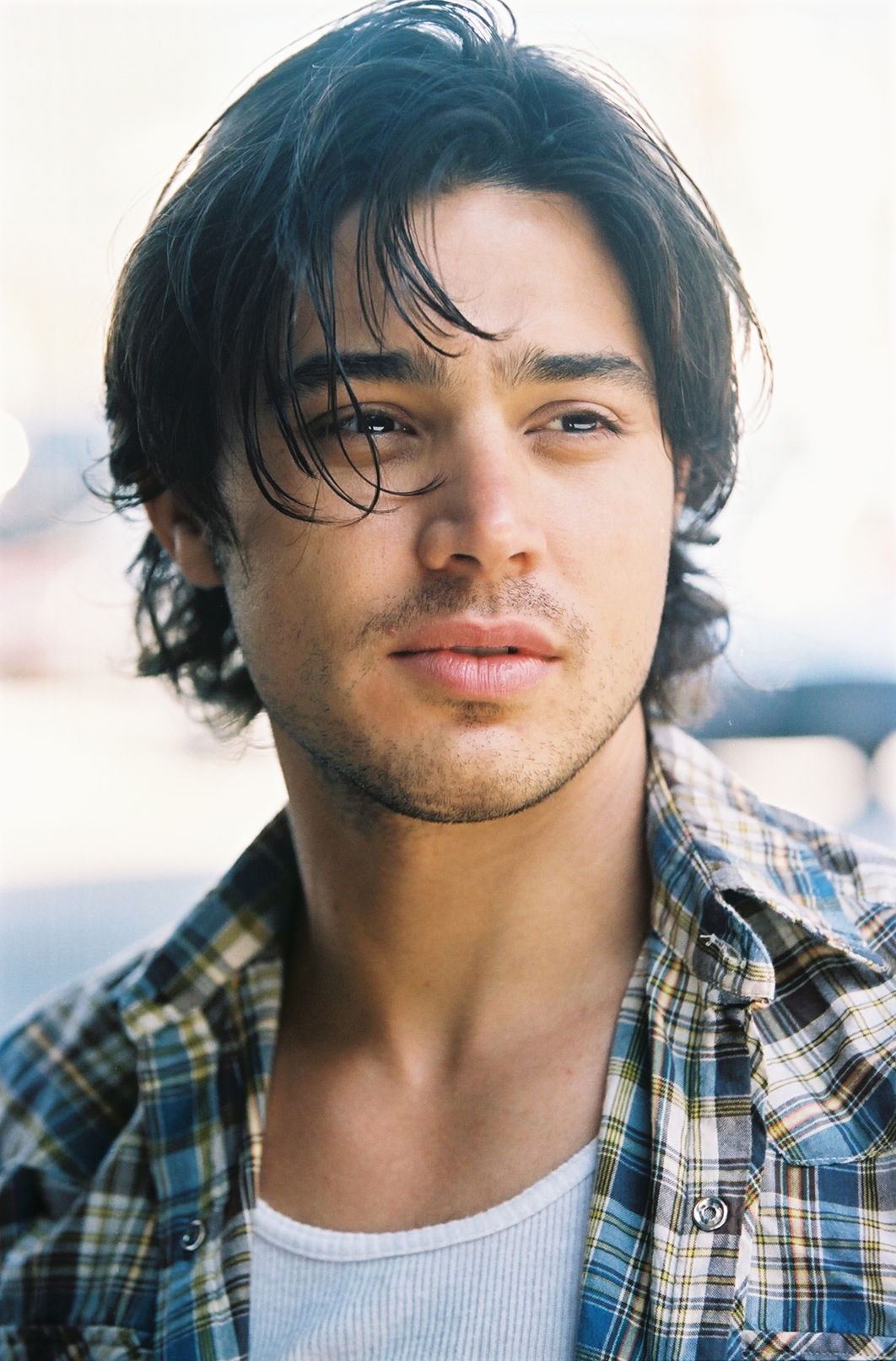
Yani Gellman

Yani Gellman (* 2. September 1985 in Miami, Florida) ist ein US-amerikanischer Schauspieler, der zusätzlich die kanadische Staatsbürgerschaft besitzt.

## Leben
Yani Gellman, der nach Jan Joors, einem kanadischen Schriftsteller benannt wurde, wurde als Sohn eines kanadischen Vaters und einer australischen Mutter in Miami geboren. Er wuchs aber in Spanien und Australien auf, ehe er über Texas nach Toronto kam, wo er heute lebt.
Gellman steht seit seinem 13. Lebensjahr vor der Kamera. Sein Fernsehdebüt feierte er 1998 in einer Doppelfolge der kanadischen Fernsehserie Goosebumps. In Children of My Heart, einem Independentfilm aus dem Jahr 2000, stand er auch erstmals in einem Spielfilm vor der Kamera. Yani Gellman hat neben bekannten Produktionen, darunter Düstere Legenden 2 und Jason X aber auch bislang in einigen Fernsehserien mitgewirkt. 2002 übernahm er eine Hauptrolle in der kurzlebigen Serie Guinevere Jones, dem zwischen 2006 und 2007 31 Episoden der Serie Monster Warriors folgte. 2008 übernahm er eine Nebenrolle in der langlebigen Seifenoper Schatten der Leidenschaft, in der er Rafe Torres, einen homosexuellen Rechtsanwalt, verkörperte.
Neben seinen zahlreichen Film- und Fernsehauftritten hat sich Gellman auch als Model einen Namen gemacht und wirbt unter anderem für Uhren.
Yani Gellman, der neben Englisch auch fließend Spanisch spricht, hat auch einen Universitätsabschluss in Politikwissenschaft.

## Filmografie (Auswahl)
- 1998: Gänsehaut – Die Stunde der Geister (Fernsehserie, 2 Episoden)
- 1998: Animorphs (Fernsehserie, Episode 1x13)
- 2000: Düstere Legenden 2 (Urban Legends: Final Cut)
- 2001: Blue Murder (Fernsehserie, Episode 1x08)
- 2001: Jason X
- 2002: Die Matthew Shepard Story (The Matthew Shepard Story)
- 2002: Guinevere Jones (Fernsehserie, 26 Episoden)
- 2002: Mentors (Fernsehserie, Episode 4x09)
- 2003: Popstar auf Umwegen (The Lizzie McGuire Movie)
- 2003–2004: Wild Card (Fernsehserie, 8 Episoden)
- 2006–2007: Monster Warriors (Fernsehserie, 31 Episoden)
- 2008–2011: Schatten der Leidenschaft (Fernsehserie, 86 Episoden)
- 2009: Lincoln Heights (Fernsehserie, 2 Episoden)
- 2010: Greek (Fernsehserie, 3 Episoden)
- 2011–2012: Pretty Little Liars (Fernsehserie, 23 Episoden)
- 2012: 90210 (Fernsehserie, 7 Episoden)
- 2012: The Mentalist (Fernsehserie, Episode 5x02)
- 2012: Beauty and the Beast (Fernsehserie, Episode 1x03)
- 2013: Criminal Minds (Fernsehserie, Episode 8x15)
- 2013: CSI: Vegas (Fernsehserie, Episode 13x21)
- 2013: The Client List (Fernsehserie, Episode 2x11)
- 2014: Category 5 (Fernsehfilm)
- 2014: Castle (Fernsehserie, Episode 6x21)
- 2014: Major Crimes (Fernsehserie, Episode 3x02)
- 2015: Blood & Oil (Fernsehserie, Episode 1x01)
- 2015: iZombie (Fernsehserie, 2 Episoden)
- 2015: CSI: Cyber (Fernsehserie, Episode 2x10)
- 2015: Saving Hope (Fernsehserie, Episode 4x04)
- 2016: 47 Meters Down
- 2017: Workin’ Moms (Fernsehserie, Episode 2x01)
- 2018: Der Denver-Clan (Dynasty, Fernsehserie, 3 Episoden)
- 2019: Bosch (Fernsehserie, 4 Episoden)